# Chōriki Sentai Ohranger
Chōriki Sentai Ohranger (jap. 超力戦隊オーレンジャー Chōriki Sentai Ōrenjā; Żołnierze Super Mocy Ohranger) – japoński serial z gatunku tokusatsu z roku 1995. Jest dziewiętnastym serialem z sagi Super Sentai stworzonym przez Toei Company. Podobnie jak pozostałe Sentai, był emitowany na kanale TV Asahi. Liczył 48 odcinków. Pierwszy odcinek pojawił się 3 marca 1995, ostatni pokazano 23 lutego 1996.
Jego amerykańską adaptacją jest serial Power Rangers Zeo. Ohranger to drugi Sentai (po Zyuranger), którego adaptacja ma więcej odcinków niż oryginał (Ohranger: 48, PR Zeo: 50).
Ta część Sentai określana jest przez jednych jako jedna z najgorszych, a przez drugich jako serial niedoceniony. Ohranger był jednym z najrzadziej oglądanych Sentai, głównie z powodu bardzo dramatycznej fabuły, która pod wpływem wydarzeń w kraju została zmieniona na nieco łagodniejszą. Wpływ na scenariusz miał między innymi atak sekty Aum Shinrikyō na tokijskie metro dnia 20 marca 1995 roku.
Każdy odcinek zaczyna się słowami narratora: "Cesarstwo Maszyn Baranoia planuje podbić Ziemię. Od największego kryzysu w historii ludzkość mogą uratować tylko ci obdarzeni wielką mocą, której najeźdźca nie potrafi sprostać." (jap. 地球侵略を企むマシン帝国バラノイア。 人類最大の危機を救えるのは、超文明のパワーを身に着けた彼らしかいない！ Chikyū shinryaku o takuramu Mashin Teikoku Baranoia. Jinrui saidai no kiki o sukueru no wa, chōbunmei no pawā o minitsuketa karera shikai nai!).

## Fabuła
Akcja serialu rozgrywa się w roku 1999. Wojskowy naukowiec, pułkownik Naoyuki Miura odkrył, że 600 milionów lat temu na Pangei istniała bardzo zaawansowana cywilizacja, która stworzyła robota o nazwie Gniewny Bachus. Robot obrócił się przeciwko własnym stwórcom. Przez cały czas stworzył Imperium Maszyn zwane Baranoią, aż w 1999 roku po dwóch latach przygotowań Baranoia zaatakowała Ziemię.
Organizacja UAOH (United Airforce Overtech Hardware) wybiera swoich 5 najlepszych żołnierzy do walki z Baranoią. Miura wyzwala super energię stworzoną przez cywilizację Pangei i na początku napromieniował tylko kapitana Gorō Hoshino, który stał się Oh Czerwonym. Kiedy podczas patrolu pozostała czwórka (jeszcze bez mocy) zostaje zaatakowana przez latacze Baranoii, przybywa Hoshino i jako Oh Czerwony ratuje swoich kompanów. Po dotarciu do bazy pozostała czwórka staje się Ohrangersami. W połowie serialu dołącza do nich nastoletni wojownik z Pangei – Riki/Król Ranger, który 600 milionów lat temu wygnał Bachusa z Ziemi.

## UAOH

### Ohrangersi
W pierwszym odcinku jedynie Hoshino posiadał swe moce, zaś pozostała czwórka otrzymała je w drugim.
- Gorō Hoshino (jap. 星野 吾郎 Hoshino Gorō) / Oh Czerwony (jap. オーレッド Ō Reddo; Oh Red) – kapitan UAOH. 25-letni dowódca Ohrangersów, który otrzymał moc jako pierwszy. Zna się na karate, kendo i dżudo. Cichy i bystry, jednak czasami jego uporczywość doprowadza drużynę do kłopotów. Pojawia się też w filmie Gaoranger vs. Sentai jako Oh Czerwony, a także w Gokaiger, gdzie wraz z Momo przekazuje tytułowym bohaterom sekretną moc Ohrangersów.
  - Broń: Bransoleta Mocy, Król Blaster, Miecz Bojowy, Gwiezdna Szabla, Giant Roller
  - Maszyny: Sky Phoenix, Czerwony Pięściarz, Czerwony Blocker
  - Symbol: gwiazda pięciopromienna (★)

- Shōhei Yokkaichi (jap. 四日市 昌平 Yokkaichi Shōhei) / Oh Zielony (jap. オーグリーン Ō Gurīn; Oh Green) – porucznik UAOH. 26-letni zastępca dowódcy. Zna się na boksie i gotowaniu. Lubi ramen i pierogi jiaozi.
  - Broń: Bransoleta Mocy, Król Blaster, Miecz Bojowy, Kwadratowe Topory
  - Maszyny: Gran Taurus, Zielony Blocker
  - Symbol: kwadrat (■)

- Yūji Mita (jap. 三田 祐司 Mita Yūji) / Oh Niebieski (jap. オーブルー Ō Burū; Oh Blue) – porucznik UAOH. 21-letni mistrz szermierki i akrobacji. Jest dziecinny, świadczy o tym jego zachowanie i sposób mówienia.
  - Broń: Bransoleta Mocy, Król Blaster, Miecz Bojowy, Tonfa Delta
  - Maszyny: Dash Leon, Niebieski Blocker
  - Symbol: trójkąt (▼)

- Juri Nijō (jap. 二条 樹里 Nijō Juri) / Oh Żółty (jap. オーイエロー Ō Ierō; Oh Yellow) – porucznik UAOH. 22-latka, która używa amerykańskich sztuk walki i aerobiku. Uwielbia zakupy. Najlepsza koleżanka Momo.
  - Broń: Bransoleta Mocy, Król Blaster, Miecz Bojowy, Podwójne Nunczaku
  - Maszyny: Dogu Lander, Żółty Blocker
  - Symbol: znak równości (=)

- Momo Maruo (jap. 丸尾 桃 Maruo Momo) / Oh Różowy (jap. オーピンク Ō Pinku; Oh Pink) – porucznik UAOH. 20-letnia mistrzyni aikido i kung fu. Najmłodsza z grupy, typowa dziewczyna z dużego miasta. Najlepsza koleżanka Juri, obydwie kochają zakupy. Pojawia się w Gokaiger, gdzie wraz z Gorō przekazuje tytułowym bohaterom sekretną moc Ohrangersów.
  - Broń: Bransoleta Mocy, Król Blaster, Miecz Bojowy, Kolista Tarcza
  - Maszyny: Moa Loader, Różowy Blocker
  - Symbol: koło (●)

- Riki (jap. リキ) / Król Ranger (jap. キングレンジャー Kingu Renjā; King Ranger) – czarny wojownik w złotej zbroi. Legendarny wojownik Pangei, który wygląda jak 14-nastolatek. 600 milionów lat temu pokonał i wygnał Bachusa z Ziemi. Po pokonaniu Bachusa Riki postanowił przejść w stan letargu, z którego wyszedł w 2 połowie serii. Jako Król Ranger, postanowił pomóc Ohrangersom w walce z Baranoią.
  - Broń: Bransoleta Króla, Berło Króla
  - Maszyny: Król Piramider
  - Symbol: znak kanji na słowo król (王)

### Pomocnicy
- Naoyuki Miura (jap. 三浦 尚之 Miura Naoyuki) – pułkownik UAOH i przełożony Ohrangersów. Antropolog i naukowiec, użył swojej wiedzy o starożytnych cywilizacjach aby stworzyć cały arsenał Ohrangersów. Silny człowiek, bardzo martwi się o swoich podwładnych i nigdy się nie poddaje.
- Dorin (ドリン Dorin)
- Ganmajin (ガンマジン Ganmajin)

### Broń
- Bransolety Mocy (jap. パワーブレス Pawā Buresu; Power Braces) – dwie bransoletki będące modułem przemiany Ohrangersów. Prawa jest wyposażona w Kryształ Przechowywania z mocą Tetrahedron, zaś lewa dodatkowo służy jako komunikator. Żeby się przemienić wojownik musi powiedzieć „Chōriki Henshin” (jap. 超力変身), przyłożyć lewą bransoletkę do prawej i otworzyć kryształ.
- King Smasher (jap. キングスマッシャー Kingu Sumasshā) – strzelba laserowa, powstaje z połączenia King Blastera i Battle Sticku. Utworzyć ją może każdy z piątki wojowników.
  - King Blaster (jap. キングブラスター Kingu Burasutā) – mały pistolet laserowy, jedna z dwóch bocznych broni każdego Ohrangersa z głównej piątki.
  - Battle Stick (jap. バトルスティック Batoru Sutikku) – rozkładany miecz, jedna z dwóch bocznych broni każdego Ohrangersa z głównej piątki.
- Bigbang Buster (jap. ビッグバンバスター Bigguban Basutā) – specjalne działko ręczne powstałe z połączenia King Smashera oraz osobistych broni Ohrangersów.
  - Gwiezdna Szabla (jap. スターライザー Sutā Raizā, Star Riser) – broń sieczna Oh Czerwonego przypominająca rapier.
  - Kwadratowe Topory (jap. スクエアクラッシャー Sukuea Kurasshā; Square Crushers) – podwójne toporki Oh Zielonego.
  - Tonfa Delta (jap. デルタトンファ Deruta Tonfa; Delta Tonfas) – podwójne, trójkątne tonfa należące do Oh Niebieskiego.
  - Podwójne Nunczaku (jap. ツインバトン Tsuin Baton; Twin Batons) – dwie pary nunczaku należące do Oh Żółtego.
  - Kolista Tarcza (jap. サークルディフェンサー Sākuru Difensā; Circle Defenser) – okrągła tarcza należąca do Oh Różowego.
- Jetter Maszyny (jap. ジェッターマシン Jettā Mashin) – motocykle głównej piątki, każdy Ohranger posiada motor we własnym kolorze i z osobistym symbolem na przedniej lampie. Zwykle są przechowywane w Thunderwingach.
- Thunderwingi (jap. サンダーウイング Sandāuingu) – 3 myśliwce należące do UAOH. Shōhei i Yūji pilotują swoje Thunderwingi wraz z pomocą odpowiednio Jūri i Momo, Gorō pilotuje swojego osobiście.
- Giant Roller (jap. ジャイアントローラー Jaianto Rōrā) – specjalna broń Oh Czerwonego będąca ogromnym kołem, które może zniszczyć Machinobestię w ludzkim rozmiarze.
- Ole Bazooka (jap. オーレバズーカ Ōrebazūka) – najsilniejsza broń drużyny będąca ogromnym działem zasilanym pięcioma Hiper Kryształów Przechowywania. Jest w stanie zniszczyć Machinobestię w ludzkim rozmiarze. Ponadto w Gokaiger zostało ukazane, że Ole Bazooka jest sekretem kluczy Ohrangersów, co posłużyło Gokai Zielonemu do stworzenia Gokai Galeon Bustera.
- Bransolety Króla (jap. キングブレス Kingu Buresu; King Braces) – dwie bransoletki będące modułem przemiany Król Rangera. Działają w ten sam sposób jak Bransolety Mocy i posiadają podobny wygląd. Bransolety Króla różnią się od normalnych wyłącznie złotym kolorem, kształtem Kryształu Przechowywania oraz płytki lewej bransoletki, które tutaj przypominają symbol Król Rangera. Aby Riki przemienił się musi powiedzieć "Chōriki Henshin", przyłożyć lewą bransoletkę do prawej i otworzyć kryształ.
- Berło Króla (jap. キングスティック Kingu Sutikku; King Stick) – broń Król Rangera będąca buławą zakończoną symbolem Król Rangera. Może miotać pociskami supermocy. Riki otrzymał tą broń od Dorin przed powrotem na Ziemię.

### Maszyny
- Ohranger Robot (jap. オーレンジャーロボ Ōrenjā Robo) – pierwszy robot Ohrangersów, tworzony jest z 5 maszyn tzw. Chōriki Mobili. Jest to pierwszy robot w Sentai, który posiada wymienne hełmy, każdy pochodzi z innej maszyny. Jego podstawowym hełmem jest Skrzydlaty Hełm, przy pomocy którego robot może wezwać Miecz Korony (スーパークラウンソード Sūpā Kuraun Sōdo, Super Crown Sword). Razem z Czerwonym Pięściarzem może połączyć się w Buster Ohranger Robota.
  - Sky Phoenix (jap. スカイフェニックス Sukai Fenikkusu) – samolot Oh Czerwonego, przypomina ptaka. Jest jedynym Mobilem, który nie ciągnie innego. Sky Phoenix formuje plecy, głowę i Skrzydlaty Hełm Ohranger Robota.
  - Gran Taurus (jap. グランタウラス Guran Taurasu) – osobista maszyna Oh Zielonego przypominająca byka. W swej normalnej postaci stanowi ciągnik dla Dogu Landera. Gran Taurus formuje pas i uda Ohranger Robota. Ponadto jego głowa może zostać wymieniona na Rogaty Hełm, dzięki któremu robot może używać prądu.
  - Dash Leon (jap. ダッシュレオン Dasshu Reon) –  osobista maszyna Oh Niebieskiego przypominająca sfinksa albo lwa noszącego nemes. W swej normalnej postaci stanowi ciągnik dla Moa Loadera. Dash Leon formuje ręce i tors Ohranger Robota. Ponadto jego fragment może zostać użyty jako Grawitacyjny Hełm, dzięki któremu robot może podnosić i upuszczać przedmioty używając mocy grawitacyjnej.
  - Dogu Lander (jap. ドグランダー Dogu Randā) – osobista maszyna Oh Żółtego, przypomina figurkę starojapońskiego bożka Dogū. Uzbrojony jest w dwa działka. Zwykle jest ciągnięty przez Gran Taurusa. Maszyna formuje lewą nogę Ohranger Robota. Ponadto jej górna część może być użyta jako Karabinowy Hełm.
  - Moa Loader (jap. モアローダー Moa Rōdā) – osobista maszyna Oh Różowego, przypomina posąg z Wyspy Wielkanocnej z pojedynczą armatą na górze. Zwykle jest ciągnięty przez Dash Leona. Maszyna formuje prawą nogę Ohranger Robota. Ponadto jej górna część może być użyta jako Armatni Hełm.
- Czerwony Pięściarz (jap. レッドパンチャー Reddo Panchā; Red Puncher) – pierwszy robot zbudowany przez UAOH w 1997 roku przed atakiem Baranoi. Kiedy maszyny zaatakowały, pilotem robota został żołnierz o imieniu Kinosuke. Maszyna zbuntowała się przeciw pilotowi, wskutek czego Kinosuke zostaje zabity, a Czerwony Pięściarz zostaje pogrzebany w skałach. Zostaje odnaleziony przez Gorō, który staje się jego nowym pilotem.
- Buster Ohranger Robot (jap. バスターオーレンジャーロボ Basutā Ōrenjā Robo) – połączenie Ohranger Robota z Czerwonym Pięściarzem, który stanowi tył formacji, działka naramienne oraz nowy hełm.
- Król Piramider (jap. キングピラミッダー Kingu Piramiddā; King Pyramider) – maszyna Król Rangera. Ogromna, złota piramida, która ma zdolność przekształcenia się w Tryb Pojazdu i Tryb Bojowy. W obydwu przypadkach łączy się z częściami Buster Ohranger Robota. Najsilniejsza broń drużyny. Jest prawdopodobnie nawiązaniem do Turbo Buildera z Turboranger i Max Magmy z Fiveman- w obydwu przypadkach bazy łączyły się z super-połączeniami i nie mogły chodzić.
- Oh Blocker (jap. オーブロッカー Ō Burokkā) – drugi robot Ohrangersów, pierwszy raz sformowany w 34 odcinku do walki z Bachusem. Składa się z 5 mniejszych robotów zwanych Blocker Robotami Jest uzbrojony w dwa miecze zwane Twin Blockenami.
  - Czerwony Blocker (jap. レッドブロッカー Reddo Burokkā) – blocker Oh Czerwonego. Uzbrojony jest w powiększone bronie pilota. Na torsie posiada czerwoną gwiazdę. Formuje tors Oh Blockera.
  - Zielony Blocker (jap. グリーンブロッカー Gurīn Burokkā) – blocker Oh Zielonego. Uzbrojony jest w powiększone bronie pilota. Na torsie posiada zielony kwadrat. Formuje dolne części nóg Oh Blockera.
  - Niebieski Blocker (jap. ブルーブロッカー Burū Burokkā) – blocker Oh Niebieskiego. Uzbrojony jest w powiększone bronie pilota. Na torsie posiada niebieski trójkąt. Formuje uda i pas Oh Blockera.
  - Żółty Blocker (jap. イエローブロッカー Ierō Burokkā) – blocker Oh Żółtego. Uzbrojony jest w powiększone bronie pilota. Na torsie posiada żółty znak równości, jednak pionowy. Formuje głowę i ręce Oh Blockera.
  - Różowy Blocker (jap. ピンクブロッカー Pinku Burokkā) – blocker Oh Różowego. Uzbrojony jest w powiększone bronie pilota. Na torsie posiada różowe koło. Formuje stopy Oh Blockera.
- Tackle Boy (jap. タックルボーイ Takkuru Bōi) – robot wyposażony w sztuczną inteligencję. Przypomina amerykańskiego futbolistę. Jest o połowę mniejszy od pozostałych robotów. Potrafi się zmienić w wielkie, czarne koło.

## Baranoia
Cesarstwo Maszyn Baranoia (jap. マシン帝国バラノイア Mashin Teikoku Baranoia) to grupa antagonistów w serialu. Jest to państwo robotów i maszyn założone przez robota z Pangei – Gniewnego Bachusa. Podbiło kilka galaktyk, a za swój następny cel obrało rodzinną planetę Bachusa – Ziemię. Imperium posiada ogromną armię żołnierzy, robotów kroczących, statków powietrznych i mechanicznych potworów. Po dwóch latach planowania, w roku 1999 Baranoia zaatakowała Ziemię.
- Cesarz Gniewny Bachus (jap. 皇帝バッカスフンド Kōtei Bakkasufundo) – władca i twórca Baranoii. Został stworzony przez cywilizację Pangei, jednak stał się zły i walczył z ludźmi. Został wygnany z Ziemi przez Król Rangera do kosmosu, gdzie potem stworzył swoje cesarstwo. Uważa się za boga a ludzi za swoich niewolników. Bardzo brutalny, nie toleruje porażek i odmów. Mąż Histerii i ojciec Buldonta. W 34 odcinku powiększył się by osobiście rozprawić się z Ohrangersami, jednak został zniszczony przez ich nowego robota – Oh Blockera. W 39 odcinku okazuje się, że przetrwała jego głowa, więc gdy odnalazł ją Buldont, Bachus postanowił przekazać mu całą swoją siłę. Mały książę urósł i stał się Cesarzem Buldontem. Wtedy Bachus raz na zawsze przestaje działać.

- Cesarzowa Histeria (jap. 皇妃ヒステリア Kōhi Hisuteria) – histeryczna żona Bachusa. Razem ze swym mężem planuje rozmaite ataki maszyn na Ziemię. Zwykle nosi ze sobą wachlarz i broń. Na początku nienawidziła ludzi, jednak przeszła na dobrą drogę. Kiedy władzę przejął Bombiarz, oddała Multiwie całą swoją moc, dzięki czemu zmieniła kolor ze złotego na srebrny. Kiedy Ohrangersi obiecali że nie skrzywdzą jej wnuka, Histeria nie zrozumiała tego i dokonała autodestrukcji.

- Książę Buldont/Cesarz Buldont (jap. 皇子ブルドント/カイザーブルドント Ōji Burudonto/Kaizā Burudonto) – syn Bachusa i Histerii. Mimo młodego wieku jest tak samo podły jak ojciec, traktuje ludzi jak zabawki, które trzeba zniszczyć. Potrafi strzelać laserami z oczu. Po pokonaniu ojca przez Ohrangersów, Buldont i Histeria zostali wygnani przez Bombiarza Wielkiego. By go powstrzymać, Buldont odnajduje głowę swojego ojca, która daje mu swoją siłę. Urósł i od tej pory był znany jako Cesarz Buldont. Poślubił swoją kuzynkę Multiwę i wraz z nią postanowił odzyskać władzę. Pod koniec serii dwójce rodzi się dziecko. W ostatnim odcinku Buldont i Multiwa powiększają się, lecz zostają zniszczeni przez Król Piramidera.

- Acha i Kocha (jap. アチャ&コチャ Acha to Kocha) – dwójka tchórzliwych heroldów i służących rodzinie królewskiej w Baranoii. Służą bez względu na to, kto panuje w królestwie maszyn. Acha to android, który był odpowiedzialny za wychowanie Buldonta. Nigdy nie zyskał szacunku rodziny królewskiej, która dopuściła się wobec niego do nadużyć. Jego wspólniczka Kocha to malutki robocik, który siedzi Achy na ramieniu. W 8 odcinku Kochy wprowadzono system, który mógł powiększać potwory Baranoii. Obydwa roboty przeżyły wojnę i wraz z Gunmajinem zaczęły opiekować się synem Buldonta i Multiwy. Ich imiona pochodzą od japońskiego wyrażenia achi kochi (あちこち), które jest odpowiednikiem polskiego tu i tam.

- Księżniczka Multiwa (jap. マルチーワ姫 Maruchīwa Hime) – siostrzenica Histerii, żona Buldonta. Została specjalnie dla niego ożywiona przez swoją ciotkę by stać się Cesarzową Maszyn. Po przybyciu na Ziemię i pokonaniu Bombiarza Wielkiego, Multiwa i Buldont żenią się i stają się nowymi władcami Baranoii. W finale rodzi im się dziecko. Multiwa ginie w ostatnim odcinku wraz ze swym mężem.

- Bombiarz Wielki (jap. ボンバー・ザ・グレート Bonbā za Gurēto) – osobnik będący potworem Baranoii, ma zdolność przemiany w rakietę. Próbował kiedyś obalić Bachusa i przejąć władzę. Kiedy usłyszał, że ten został pokonany przez Ohrangersów, postanowił ponownie zdobyć tron pozbawiając władzy Histerię oraz omalże nie niszcząc Buldonta. Kiedy królewicz przebudował się wykorzystując moc z głowy swojego ojca, wraz z nowo poślubioną Multiwą postanowił pokonać Bombiarza. Bombiarz Wielki stał się ponownie pachołkiem rodziny królewskiej wysłanym na samobójczą misję pokonania Ohrangersów, którzy niszczą go ostatecznie w 41 odcinku.

- Barlo Żołnierze – żołnierze Baranoii. Są to szare albo brązowe cyborgi, które posiadają broń w każdej części ciała. Zachowują się jak małpy. Nie są trudnym przeciwnikiem Ohrangersów.
  - Takonpas – myśliwce armii Baranoii przypomina ośmiornicę. Pilotowane przez Barlo Żołnierzy.
  - Baraktikas – roboty kroczące uzbrojone w działka. Również sterowane przez Barlo Żołnierzy.

## Obsada
- Gorō Hoshino/Oh Czerwony: Masaru Shishido
- Shōhei Yokkaichi/Oh Zielony: Kunio Masaoka
- Yūji Mita/Oh Niebieski: Masashi Goda
- Juri Nijō/Oh Żółty: Ayumi Hodaka
- Momo Maruo/Oh Różowy: Tamao Sato
- Naoyuki Miura: Hiroshi Miyauchi
- Riki/Król Ranger: Shōji Yamaguchi
- Dorin: Risa Wada
- Gunmajin: Akira Kamiya (głos)
- Gniewny Bachus: Tōru Ōhira (głos)
- Histeria: Minori Matsushima (głos)
- Buldont: Tomokazu Seki (głos)
- Acha: Kaneta Kimotsuki (głos)
- Kocha: Shinobu Adachi (głos)
- Multiwa: Miho Yamada (głos)
- Wielki Bombiarz: Nobuyuki Hiyama (głos)

## Muzyka
Opening
- "Olé! Ohranger" (jap. オーレ！オーレンジャー Ōre! Ōrenjā)

Słowa: Saburō Yatsude
Kompozycja: Yasuo Kosugi
Aranżacja: Ryō Yonemitsu
Wykonanie: Kentarō Hayami
Ending
- "Kinkyū Hasshin!! Ohranger" (jap. 緊急発進!! オーレンジャー Kinkyū Hasshin!! Ōrenjā) (1–47)

Słowa: Saburo Yatsude
Kompozycja: Yasuo Kosugi
Aranżacja: Saburō Makino
Wykonanie: Kentarō Hayami
- "Nijiiro Crystal Sky" (jap. 虹色クリスタルスカイ Nijiiro Kurisutaru Sukai) (48)

Słowa i kompozycja: Kyōko Kiya
Aranżacja: Seiichi Kyōda
Wykonanie: Kentarō Hayami